# Quinzième cible HQE
 (août 2011).
- Si vous ne connaissez pas le sujet, laissez ce bandeau (vous pouvez alors contacter les auteurs).
- Si vous supprimez le contenu mis en cause (vous pouvez préalablement contacter les auteurs),

argumentez précisément cette suppression dans la page de discussion
(un manque de référence n'est pas un argument ; une recherche réelle de référence doit avoir été effectuée, être formellement documentée).
 (mai 2014).
Si vous disposez d'ouvrages ou d'articles de référence ou si vous connaissez des sites web de qualité traitant du thème abordé ici, merci de compléter l'article en donnant les références utiles à sa vérifiabilité et en les liant à la section « Notes et références ».

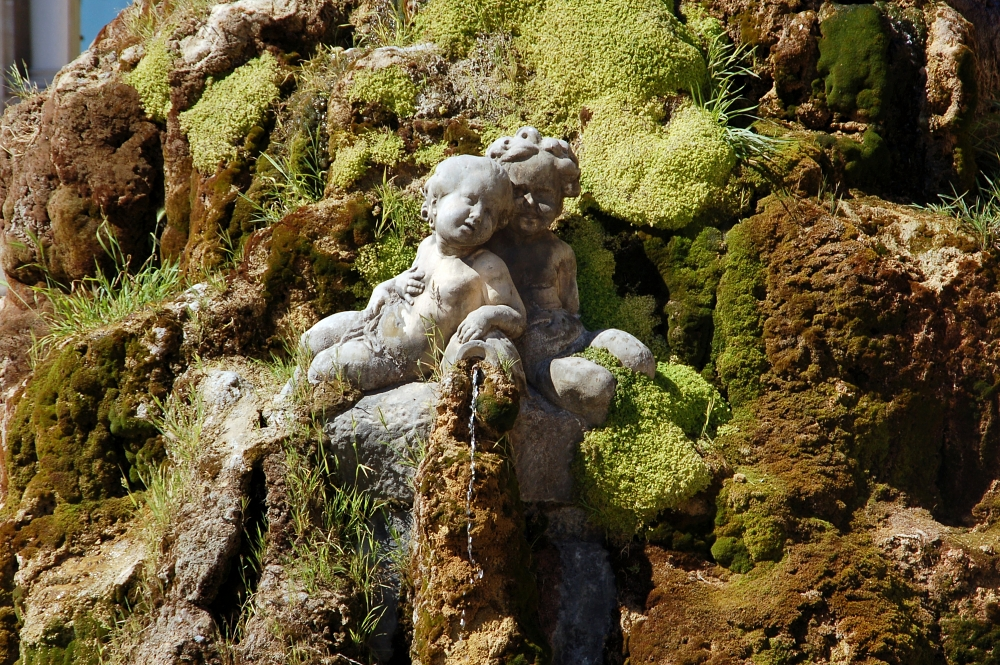
Le "construit" peut-il rembourser sa dette écologique, produire de l'oxygène, abriter une faune et une flore significative, épurer l'eau qui y passe ? Ces questions fondent l'idée d'une quinzième cible HQE.

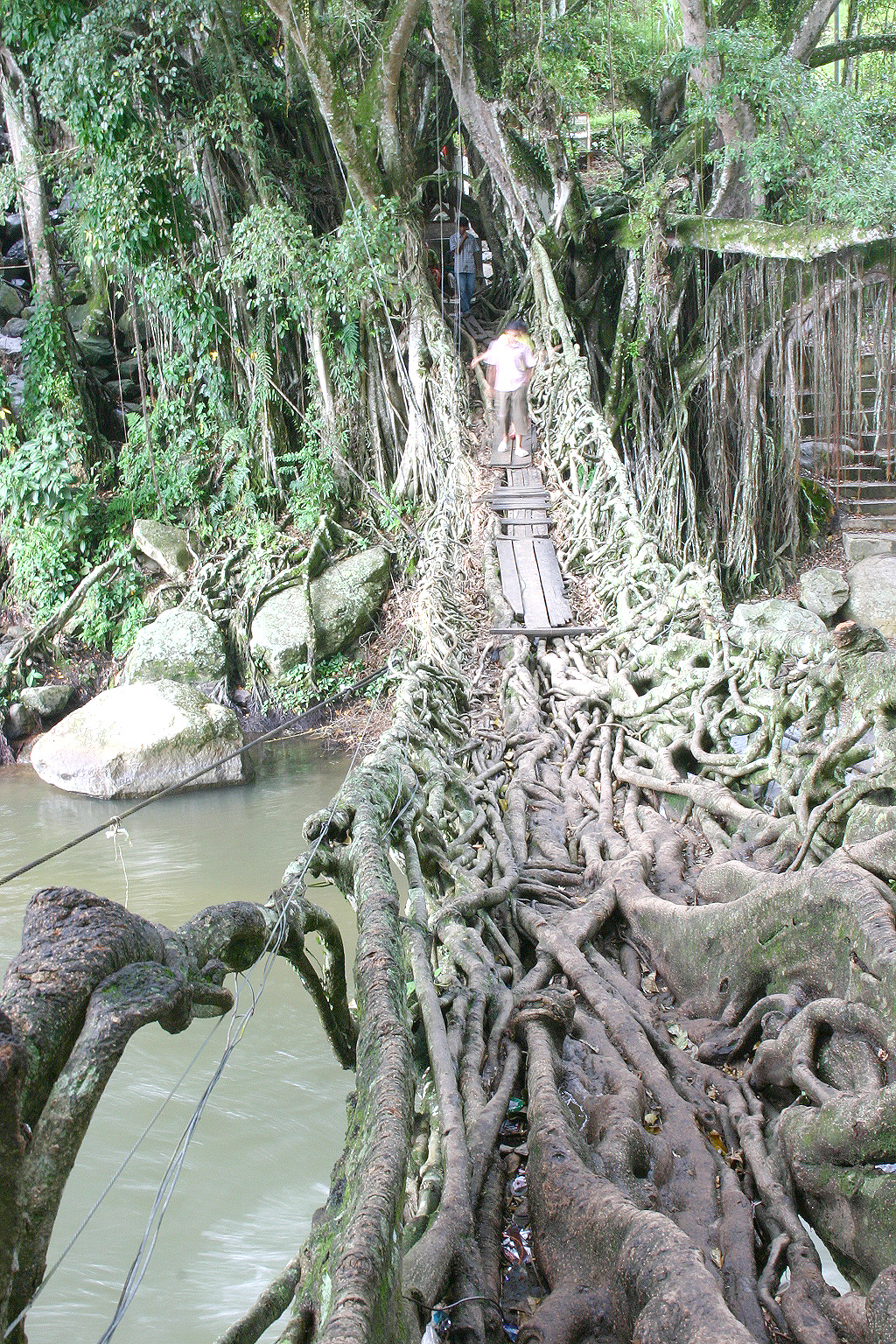
Pont de cordes et racines d'arbres tropicaux dans l'ouest de Sumatra en Indonésie. Mêler le vivant à la construction est une idée qui intéresse certains architectes contemporains, qui n'est pas neuve, mais qui n'est pas toujours simple.

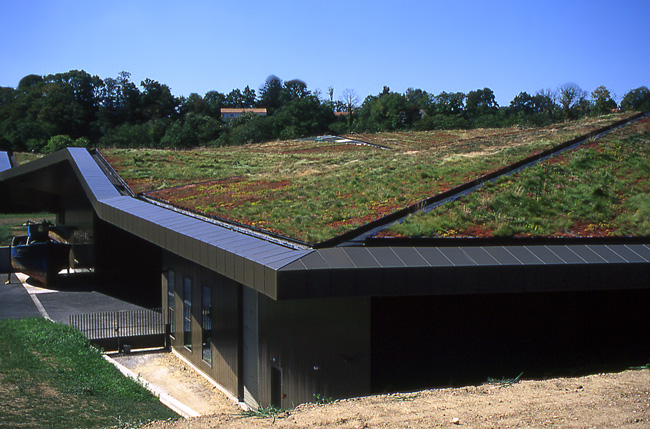
Toiture végétalisée de l'Historial de la Vendée, Les Lucs, France

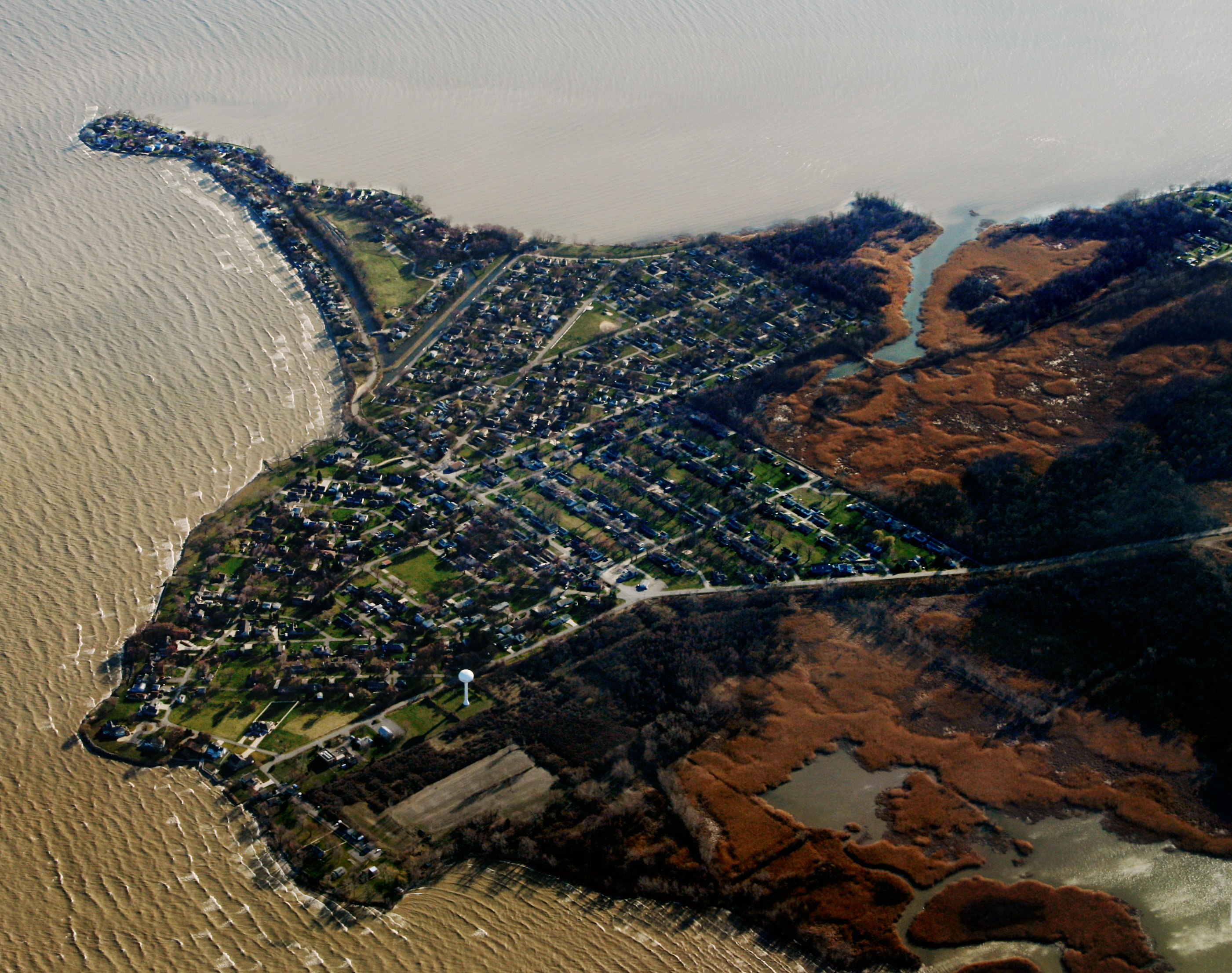
Le développement soutenable interroge l'urbaniste : Comment diminuer l'impact fragmentant et artificialisant de l'urbanisation ? Jusqu'où et comment peut-on renaturer la ville ? (Photo : Stony-point, lac Erie, Michigan, USA)

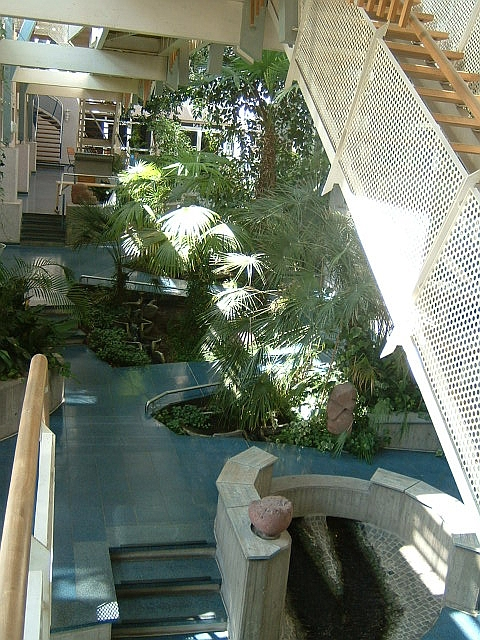
Le jardin intérieur accueille généralement des espèces exotiques supportant un éclairage modéré. Son intérêt pour la biodiversité est réduit, mais s'il est bien conduit, il contribue à la qualité de l'air intérieur et au bien-être

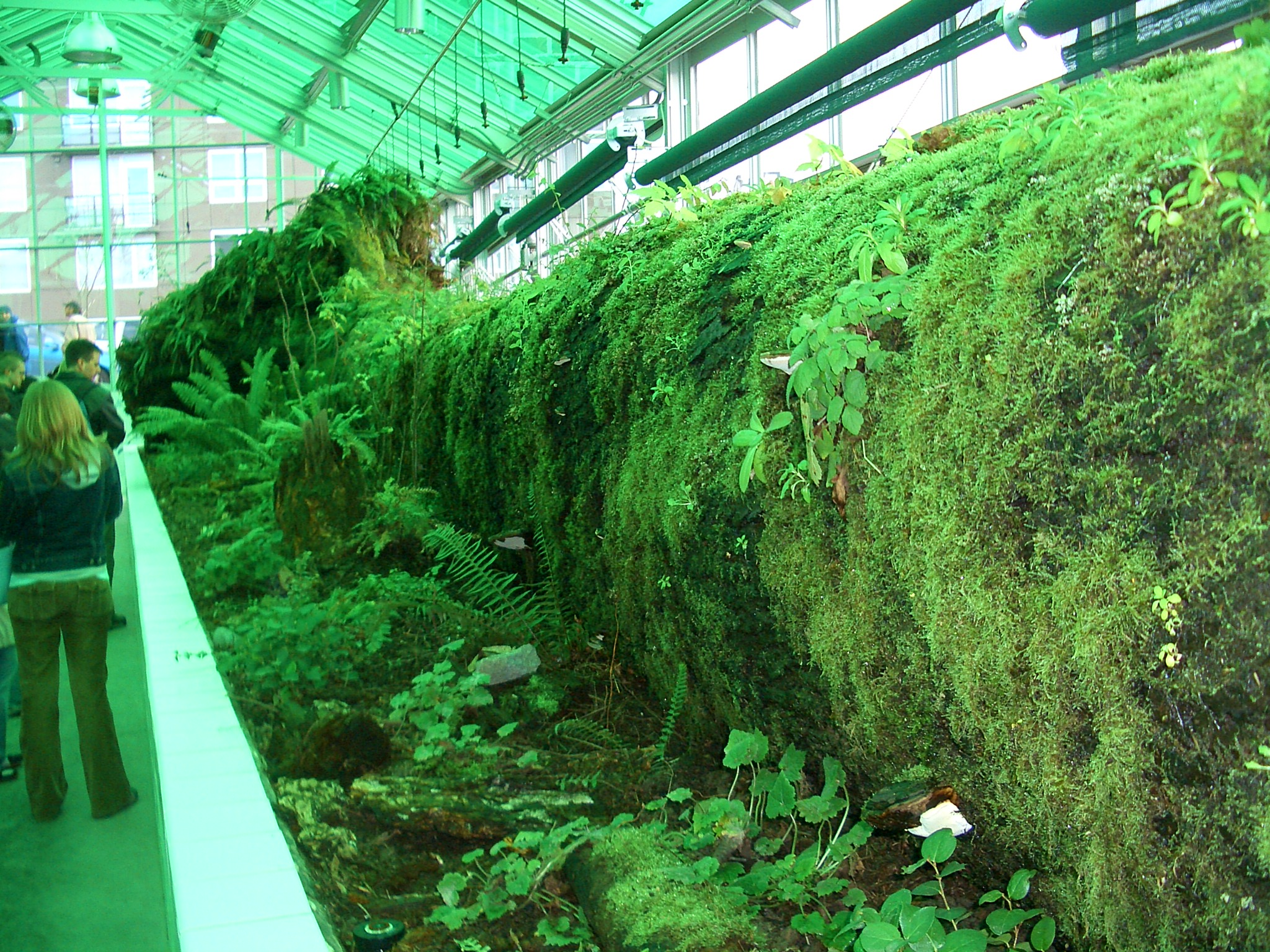
Parmi les nouvelles questions posées au couple architecte-écologue : Peut-on ou doit-on intégrer la biodiversité à l'intérieur du bâti, ou dans une zone-tampon, et avec quelles précautions sanitaires, de sécurité ? et avec quelles méthodes peu énergivores. Le concept de mur végétal intérieur existe déjà, mais souvent constitué d'espèces exotiques sélectionnées.

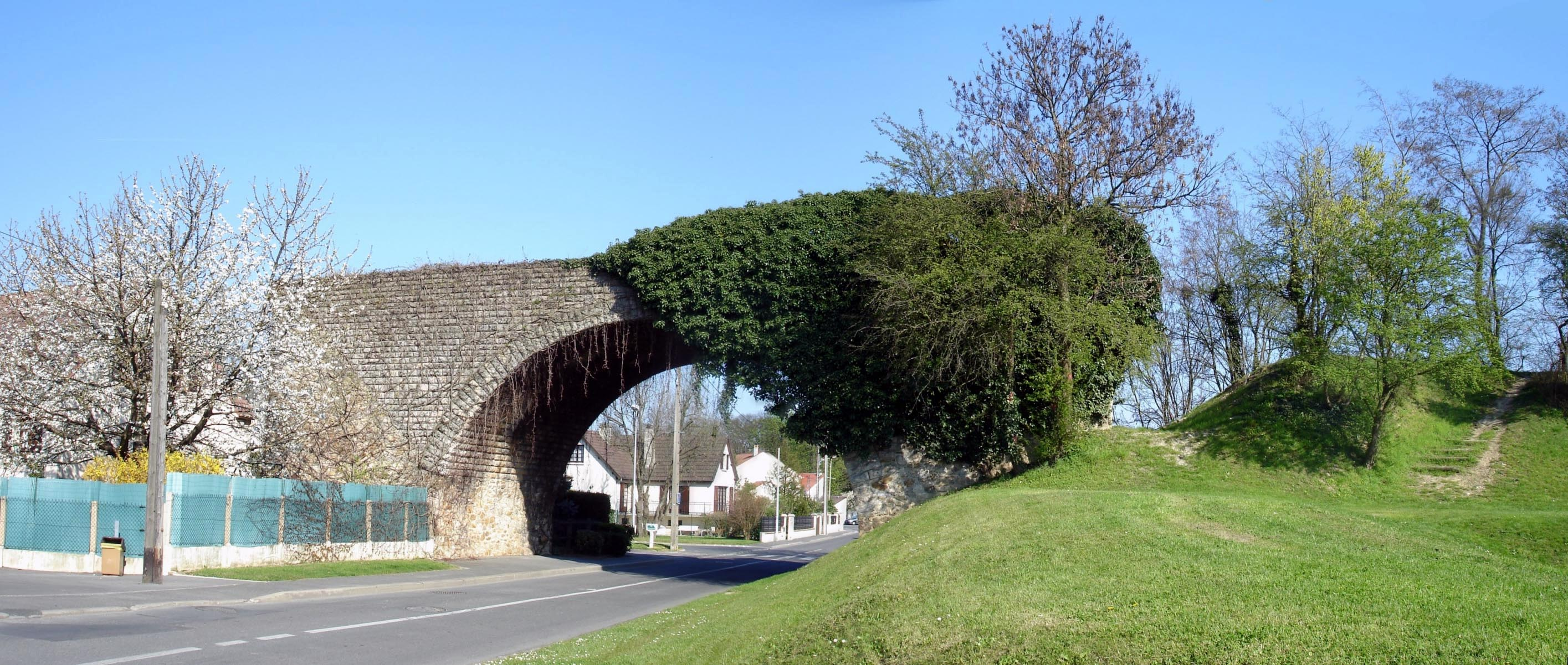
Le lierre en conservant ses feuilles en hiver, contrairement à la vigne vierge (à gauche), transformant ce vieux pont en élément potentiel de corridor biologique, voire en écoduc.

La quinzième cible HQE est une cible complémentaire qui a été proposée comme complément aux 14 cibles de la démarche haute qualité environnementale (HQE) validées par l'association HQE et ses partenaires. Cette quinzième cible s'articule autour de la biodiversité.
Ce qu’on regroupe depuis quelques années[Depuis quand ?] sous le terme générique de « 15e cible » ne fait pas partie de l’actuel référentiel HQE (Haute Qualité Environnementale). En 2006, le référentiel HQE porte sur 14 cibles. L'idée de 15e cible regroupe en fait plusieurs éléments, qui complètent la démarche HQE.

## Pourquoi une15ecible?
La haute qualité environnementale (HQE) est une démarche volontaire, récente et encore émergente. À partir de 1997, elle a fait l’objet d’une première formalisation, susceptible d’évoluer vers une normalisation...

Comme toute démarche de qualité, elle s’appuie sur un processus d’amélioration continue, notamment pour s’adapter aux évolutions techniques, comme aux évolutions de la connaissance et du contexte (dont modifications climatiques attendues).
Il semble nécessaire et urgent de ne plus se limiter à simplement préserver l’existant, car il est déjà très dégradé. Il ne faudrait pas non plus dégrader par des constructions l’environnement de qualité là où il subsiste. Comment rembourser à une juste mesure les impacts de l'urbanisation et de la construction ?
Depuis la fin des années 1990, les apports (et les lacunes) des premiers bilans des nombreuses constructions HQE, et plus généralement dites « écologiques », commencent à permettre des critiques constructives. 
Un certain nombre d'acteurs ont suggéré que l'approche HQE gagnerait à s'enrichir d'une cible s’intéressant de plus près à la « relation écologique du projet (bâti, infrastructures, non-bâti, fonctionnement..) avec l’environnement ».

Les architectes veillent déjà à préserver - dans une certaine mesure - les arbres et les éléments naturels des sites qu'ils vont occuper et modifier. Mais ils ont plutôt l’habitude de travailler avec des paysagistes que des écologues. De plus, les écoles d'architecture et du paysage n’intègrent l’écologie du paysage dans leur cursus que depuis quelques années seulement, et parfois de manière limitée.

## Biodiversité
La biodiversité est restée relativement ignorée dans la démarche HQE durant ses 10 premières années. Elle est au cœur de la « quinzième cible » ; à la fois objectif et moyen d'atteindre la réalisation de cette cible. Les objectifs de la 15e cible pourraient cependant être plus largement regroupés derrière le thème du remboursement de la dette écologique. De la même manière qu’on fait maintenant des maisons à énergie positive (qui produisent plus d’énergie qu’elles n’en consomment), l’idée est ici de faire un bâti dont l'enveloppe au moins pourrait offrir autant de place pour la biodiversité naturelle qu'en l'absence de construction, voire plus.
Si la HQE intégrait ce double objectif (maisons à énergie positive et à biodiversité positive) elle tendrait à répondre aux deux conventions majeures du Sommet de la Terre (Rio, juin 1992), sur les modifications climatiques (décliné dans le Protocole de Kyoto dont les objectifs seront revus en 2012) et sur la biodiversité.
La biodiversité est donc ici appréhendée :
- comme ressource naturelle utile et nécessaire au projet architectural, conçu comme élément du "développement soutenable",
- comme nécessitant des conditions particulières pour sa pérennité (Elle doit pouvoir s'installer dans les parties naturelles environnant la construction et sur l’enveloppe bâtie ou sur certains éléments bâtis ; toit, murs, sols, éléments de décor ou fonctionnels mobilier, allées, bassins, abris, poteaux, clôtures, et autres niches et nichoirs…).
- comme contribuant à la renaturation et naturalité de notre environnement construit et de l'environnement en général, de plus en plus artificialisé.
- comme condition de la soutenabilité (un des moyens de restaurer et protéger la biodiversité)
- comme indicateur en soi

Remarque : Ce point pourrait être intégré dans la « 1re cible » déjà existante, si elle était précisée, avec un référentiel à adapter au contexte biogéographique de chaque projet.

## Existant
Aujourd’hui (début 2006), la 1re des 14 cibles de la HQE demande à l’architecte une relation harmonieuse des bâtiments avec leur environnement immédiat, en lui proposant 4 sous-cibles : 
- utilisation des opportunités offertes par le voisinage et le site ;
- gestion des avantages et inconvénients de la parcelle ;
- organisation de la parcelle pour créer un cadre de vie agréable ;
- réduction des risques de nuisances entre le bâtiment, son voisinage et le site ;

.. et des exigences minimales : 
- traiter l'insertion du bâtiment dans son environnement en réalisant une étude préalable au projet une étude d'organisation de la parcelle, une étude de traitement des espaces extérieurs et intermédiaires. En cas de friches industrielles, analyser le niveau de pollution et dépolluer si nécessaire ;
- respecter un niveau minimal de protection acoustique de 50 dB des bruits émis par des équipements ou des pratiques extérieures, en réalisant éventuellement un traitement acoustique ;
- repérer les sources de bruit extérieur et créer un isolement acoustique satisfaisant.

Ce cadre permet - si l’architecte et le maître d’ouvrage le souhaitent - d’insérer une priorité à la biodiversité, éventuellement fonctionnelle dans leur projet. Mais la 1re cible ne propose ni seuil minimal, ni indicateurs, ni même clairement de « compensation fonctionnelle ».
 
Sans l’interdire, cette cible n’engage donc pas à une approche compensatoire ou restauratoire.

## Nouveaux questionnements
Ces deux dernières approches (compensatoire, restauratoire) posent des questions complexes, en particulier quant au niveau-objectif de qualité éco-paysagère et donc de biodiversité à rechercher, et quant à l’échéance visée (il faut 300 à 800 ans pour produire un vieux chêne, et d’ici là nous aurons peut-être bouleversé le climat au point de dépasser ses conditions de survie).
L’objectif sous-jacent d’une quinzième cible est donc d’augmenter la capacité du projet à durablement contribuer à améliorer l’environnement, protéger, voire restaurer la biodiversité, dans l’objectif de tendre à rembourser la dette écologique (à effacer son empreinte écologique).
Cette cible sera atteinte à 100 % ;
- s’il y a autant de Biodiversité  après la construction  que s’il n’y avait pas de construction et que le milieu était resté « naturel »,
- si la Nature peut s’exprimer pleinement et spontanément sur le site concerné.

Par convention on entendra ici par Nature, les endroits où la vie sauvage et ses processus peuvent se manifester de manière significative et spontanée, quelles que soient et quelles qu’aient été les actions de l’Homme.

## Conditions de réussite
La construction modifiant peu ou prou, le milieu, cette cible-objectif fera donc appel à ce que les anglo-saxons nomment « mitigation » (« réparation écologique »). L’architecte s’appuiera nécessairement sur le « génie écologique ». Dans cette nouvelle perspective, l'architecte a à utiliser le Vivant comme élément dynamique et fonctionnel de sa construction. Il n'a généralement pas été formé pour cela et doit donc apprendre à collaborer avec un écologue. Or l'écologue n'a pas non plus l'habitude de travailler sur ce type de sujet, et dans les pays francophones, l'enseignement officiel de l'écologie urbaine et de l'écologie du paysage ont pris beaucoup de retard, par rapport aux pays anglosaxons qui bénéficient de cursus et de littérature spécialisés sur le sujet.

Cela implique également d’envisager finement la dimension temporelle de la part environnementale du projet (Si le bâti vertical devient le substrat d’une Nature qui « pousse », comme dans le cas de certaines réalisations de Patrick Blanc, l’architecte doit préparer ou permettre un plan de gestion adapté, sur le court, moyen et long terme).
L’approche pourrait par exemple être de type :
état des lieux et étude d’impact et d’empreinte écologique
⇒ (puis) mesures conservatoires, compensatoires et restauratoires et évaluation ⇒ (puis) mesures rétrocorrectrices
On approche éventuellement aussi l’idée de résilience écologique.
Ces objectifs pourraient être intégré comme sous-objectif de la 1re cible, par exemple sous la dénomination « Relation éco-biologique positive du bâti avec l’environnement » (Ce titre évoque à la fois l’insertion écopaysagère, les fonctions écologiques, qui sont des éléments permettant pour partie d’approcher le remboursement de la dette écologique de l’aménagement et des usagers ou autrement dit : d’effacer l’empreinte écologique de l’aménagement, de son fonctionnement sur toute sa durée de vie).

Mais, pour les raisons évoquées ci-dessous, il semble utile de disposer d’une cible plus transversale aux autres..

## «La 15ecible»; Objectif transversal et permanent
Pour des raisons intrinsèques à cette cible, en aucun cas, les moyens d’atteindre les 14 cibles déjà « classiques », pas plus que le parti esthétique retenu, ne doivent contredire l’objectif de la quinzième cible qui inclut nécessairement la contribution du projet à restaurer, gérer et protéger la biodiversité. Ceci implique donc de restaurer, gérer ou – si elles existent - protéger les fonctions écopaysagères du projet, avec :
- des zones-refuges,
- des zones-tampons,
- une connectivité biologique protégée ou restaurée avec l’environnement naturel, via un maillage fonctionnel de corridors biologiques.

Ces fonctions devant être intégrées 
- dans la zonation interne et externe du projet
- et pour partie sur - et dans - l’enveloppe bâtie et les infrastructures associées,
- là où cela est compatible avec les fonctions essentielles des différents constituants la zone, et avec la sécurité et le confort des usagers.

Remarque : Il ne s’agit surtout pas de réaliser artificiellement un coûteux arborétum ni un zoo ou une arche de Noé. Il s’agit simplement d’offrir un réseau d’espaces (d’habitats) retrouvé, reconstruit ou de substitution aux espèces qui devraient être naturellement présentes, au vu du contexte éco-paysager ou de la flore et de la faune potentielles, en veillant à ce que l'architecture soit éco-compatible.
L’objectif à moyen et long terme est celui d’une nature dont le cycle est le plus auto-entretenu possible. Il s’agit donc de durablement restaurer les conditions (dynamiques) d’entretien de la biodiversité, tout en gardant une maîtrise minimale, par exemple sur les eaux pluviales et de ruissellement et sur la végétation jouxtant ou couvrant le bâti.

## Principes généraux de la15ecible

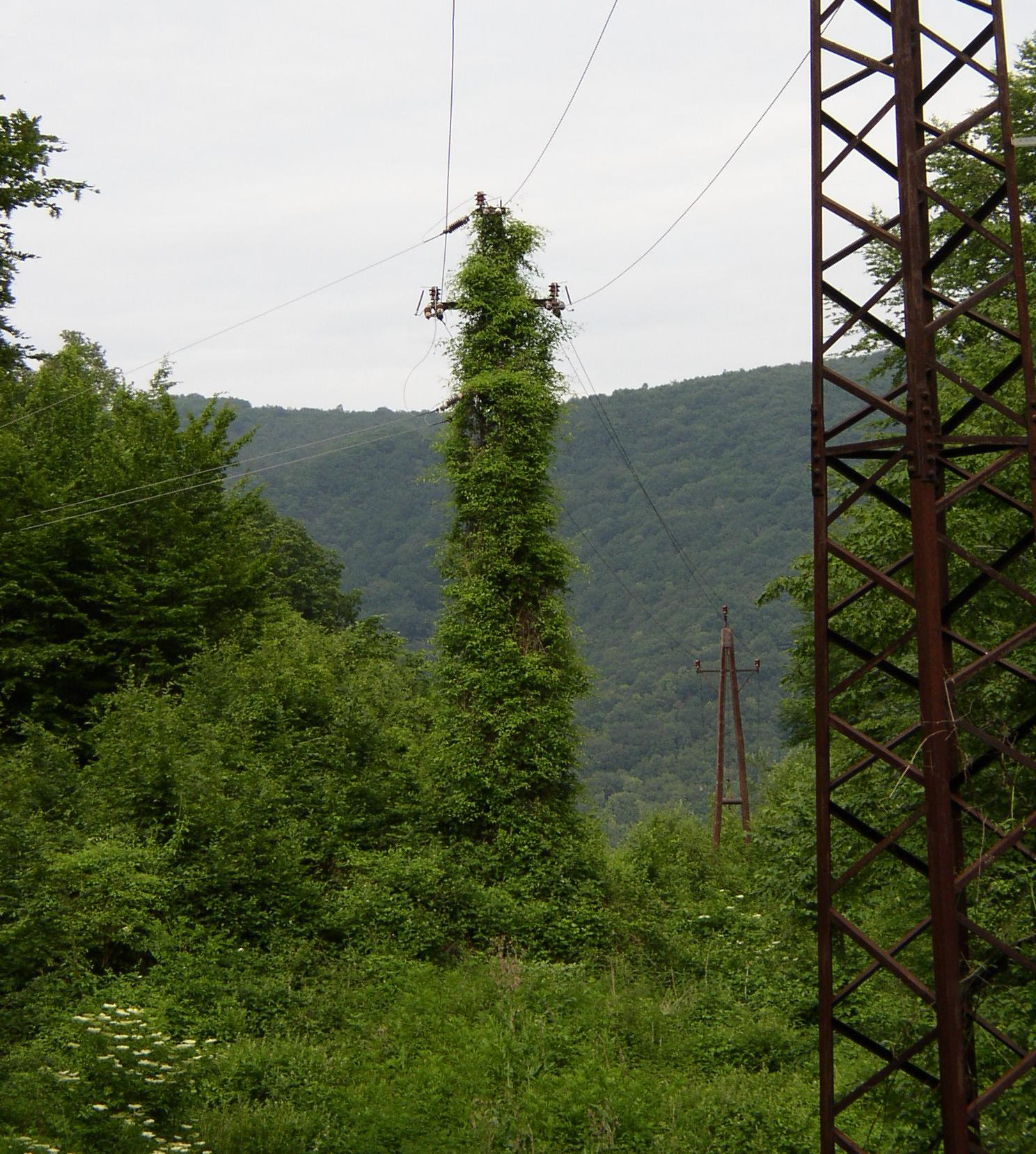
Comme le montre ce pylône spontanément végétalisé, les processus naturels de colonisations sont nombreux et efficaces (Ici, en Hongrie). l'architecte doit cependant veiller à limiter tout risque, par exemple ici de court-circuit.

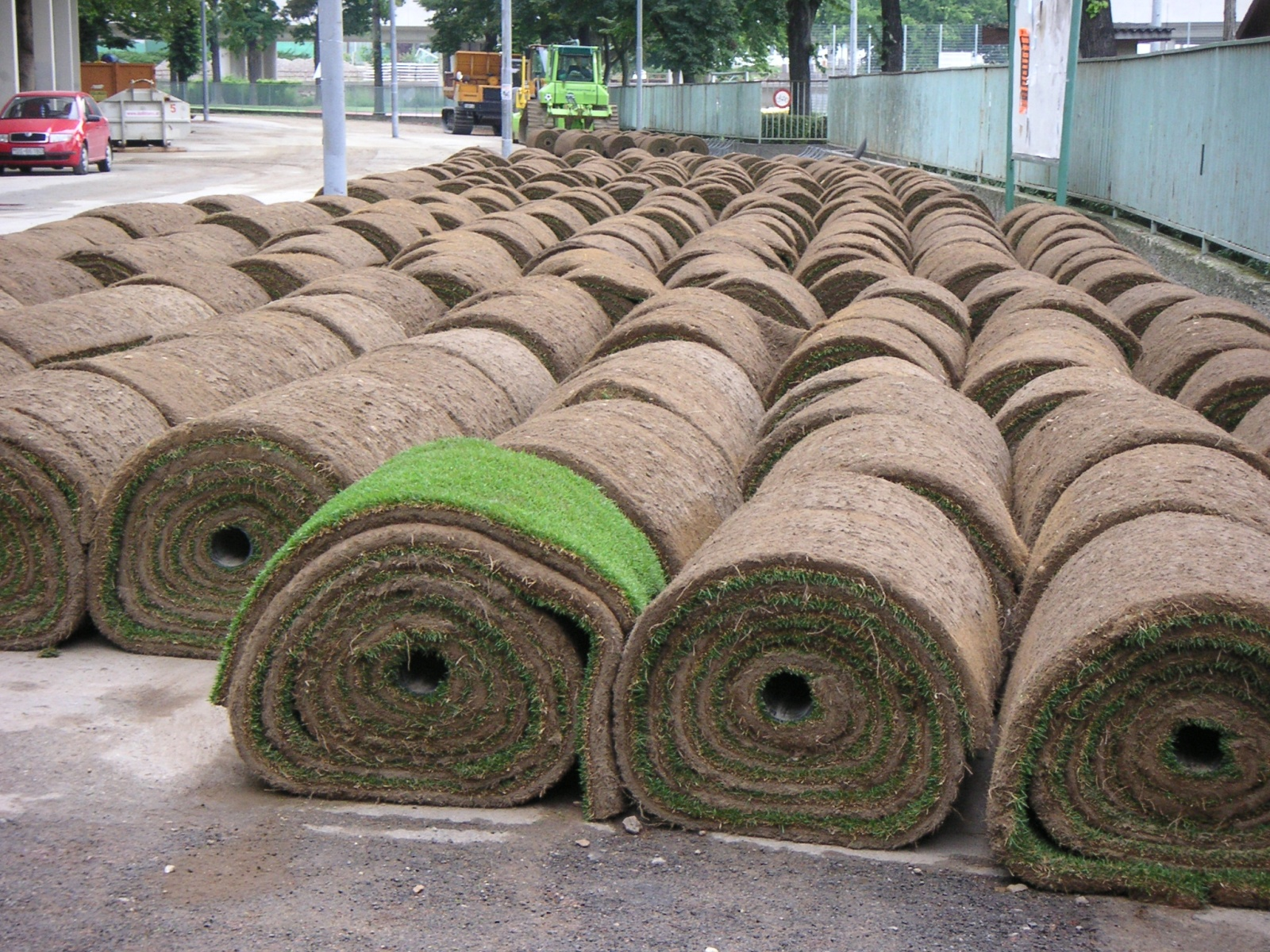
Il ne s'agit pas non plus de coûteusement produire une nature artificielle difficile à entretenir

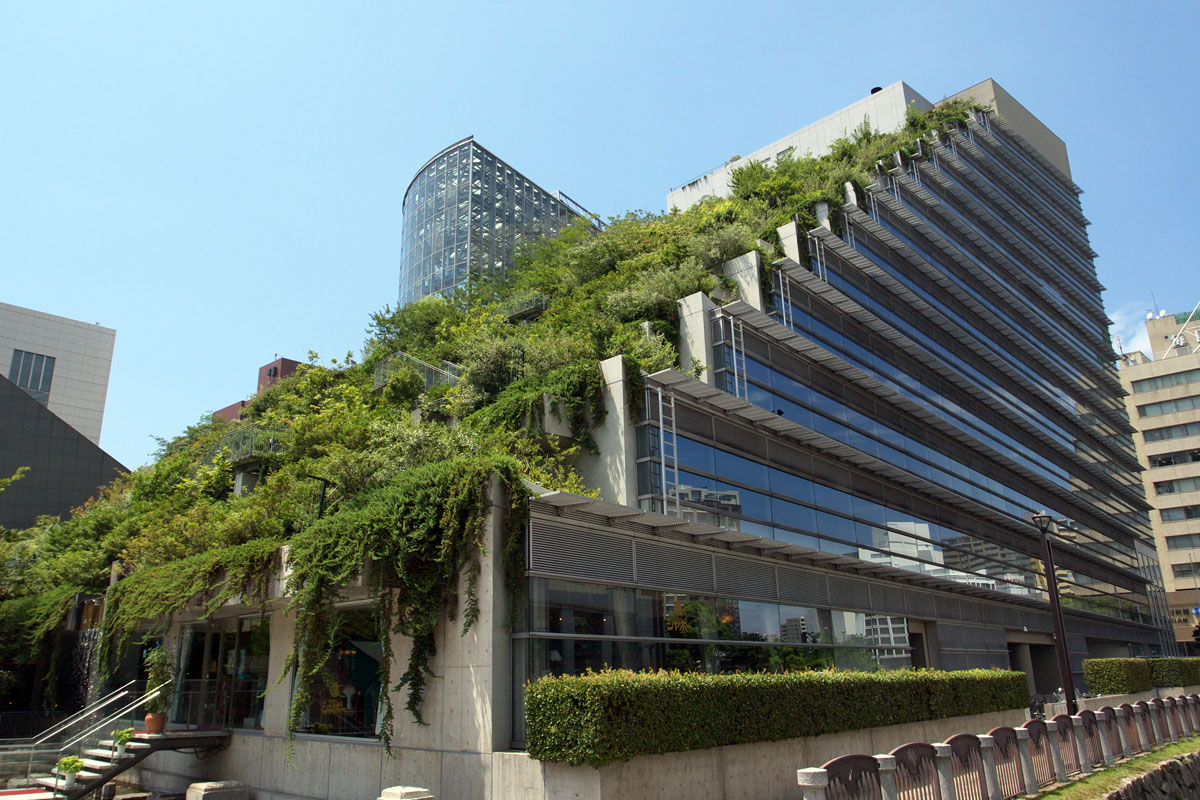
Exemple d'architecture végétalisée à Fukuoka (Japon)

Un premier principe est celui de la complexité  inhérente au fonctionnement des écosystèmes, vue comme condition nécessaire à la restauration ou au maintien de la Biodiversité visée par la 15e cible. Plus un milieu est complexe (creux, bosses, zones d’ombre, de soleil, sèches, humides, milieu boisé, strates herbacées, etc.), plus il est susceptible d’accueillir une faune et une flore riches et diversifiées et plus il développera de fonctions écologiques qui deviendront des « services écologiques » si l'architecte a su les prendre en compte comme telles.
Le vivant se développe et se différencie en fonction de conditions particulières et souvent nécessaires. C'est pourquoi l'approche HQE cherche à développer l'offre en biotopes (naturels ou de substitution, mais adaptés au contexte local), afin qu’un grand nombre d’espèces puisse y trouver refuge, nourriture, ou simplement utiliser ces biotopes comme corridors biologiques.
Un second principe est celui de l’auto-entretien du milieu. L’écosystème doit pouvoir se  stabiliser et se réguler de lui-même ou à faible coût pour les occupants humains. L'Homme devrait n'y intervenir que le moins possible, ce qui nécessite paradoxalement, étant donné le caractère artificiel de toutes constructions groupées, dans le cadre d’un habitat répondant à la 15e cible HQE, d’établir, dès la construction voire avant elle, un plan de gestion du milieu. Il faut par ailleurs souvent des années, voire des dizaines d’années ou siècles, pour qu’un milieu perturbé par l’homme retrouve un certain équilibre.
Un troisième principe est celui du « remboursement de la dette écologique » du construit, en veillant à ce que la faune ou la flore ne posent toutefois pas de problème de compatibilité avec l'infrastructure construite en question (Ex : risque de court-circuit sur l'image ci-contre), ou ne mettent pas en péril la faune.
Un quatrième principe est celui de la sécurité pour l'Homme. À titre d'exemple, si l'on veut pour des raisons écologiques garder du bois mort dans les espaces « naturels » ou le réintroduire avec des chronoxyles, celui-ci est "mis en sécurité", et surveillé de manière à éviter les accidents, tant que possible.

## En France
« Nous, directeurs d'école d'architecture, appelons à un investissement massif dans l'enseignement de l'architecture afin de former les futurs acteurs de la transition » titrait un appel lancé en décembre 2022 dans une tribune du journal Le Monde par les directeurs des 20 écoles nationales supérieures d'architecture.

Dans ce document, ce collectif appelle à « développer les nouveaux modèles à faible impact » et il rappelle que verdir et utiliser le métier d'architecte (l'art de transformer l'espace) est nécessaire à l'adaptation et à la lutte contre le réchauffement climatique et à la sauvegarde de la biodiversité.
« Dans un monde en mutation accélérée, dont le modèle de développement épuise les sables d'Australie pour construire des tours à Dubaï, où la climatisation généralisée et énergivore peut diffuser les virus, où 100 millions de personnes vivent sous la menace de la submersion marine, où les milieux naturels se dégradent plus vite qu'ils ne peuvent se régénérer, l'acte de concevoir et de construire a plus que jamais un impact sur la sauvegarde de la planète Terre et de sa population (...) « Le rôle des écoles d'architecture se rappelle à tous » : former ceux qui concevront, qui transformeront et qui prendront soin des nouveaux milieux au sein desquels les sociétés pourront s'épanouir ».
Quelques semaines plus tôt, le même journal avait publié une autre tribune : « Il reste à inventer l'architecture bas carbone et du vivant, comme il a été inventé celle de la pierre et du béton », publiée par un autre Collectif, celui des fondateurs du mouvement Unisson(s) ; un Mouvement pour réinventer l'architecture  lancé par un groupe de nombreuses entreprises, et auteur d'un manifeste afin, selon ce groupe, « de favoriser la transition écologique ».

## Perspectives
La matrice paysagère est souvent gris-brun et ponctuée de quelques taches de Nature relictuelle. Cette quinzième cible veut contribuer à inverser cette tendance, pour restaurer une matrice de Nature dans laquelle les taches réservées à l'habitat, aux productions et aux réseaux d'infrastructures seront les moins nuisantes et fragmentantes possibles (pour leurs usagers et pour le reste des espèces vivantes).
Il faut pour cela d'abord réduire l'effet de fragmentation écopaysagère et la pollution des infrastructures de transport, des villes linéaires, et restaurer un solide maillage écologique (réseau fonctionnel de corridors biologiques).
Les difficultés ne sont pas financières, et la nature a encore de puissantes capacités de cicatrisation. De plus, cette approche permet de considérablement diminuer la contribution, voire l'exposition aux risques naturels et donc les coûts externes. Les difficultés proviennent des habitudes, du manque de compétences en génie écologique et en agroécologie (l'agriculture industrielle et l'aménagement du territoire n'intègrent pas encore vraiment les besoins de la Biodiversité), de la rareté des critères d'écoéligibilité, et du fait que les réservoirs de biodiversité sont de plus en plus rares, petits, éloignés les uns des autres et qu'ils s'appauvrissent. Plus le temps passe, plus restaurer l'environnement sera difficile.
Les règlements d'urbanisme (exemple du plan local d'urbanisme ou PLU en France) commencent, parfois, à prendre ces aspects en compte. Ainsi le PLU de Paris s'appuie non pas sur un nombre minimal de mètres carrés par habitant, mais sur un indicateur nouveau et qualitatif le « Coefficient de biotope », surpondéré dans les cas où un nouveau bâtiment est construit en zone identifiée comme déficitaire en espaces verts. Si le constructeur ne peut répondre à ses obligations de restauration de zones végétalisées, il doit construire des murs et/ou terrasses ou toitures végétalisés.
Enfin, des besoins urgents de réflexion concertée, mais aussi de recherche et développement, de formation et de mise à dispositions d'outils et de guides adaptés à cette cible existent. Les architectes ont maintenant autant besoin de l'aide de spécialistes du comportement des insectes, des oiseaux, des mammifères, des amphibiens, des écosystèmes que de spécialistes de l'hygiène.